# Okrajno sodišče v Lenartu
Okrajno sodišče v Lenartu je okrajno sodišče Republike Slovenije s sedežem v Lenartu, ki spada pod Okrožno sodišče v Mariboru Višjega sodišča v Mariboru. Trenutna predsednica (2019) je Mateja Zarič Bukovnik.